# Muta & kör!
Muta & kör! (franska: Les Ripoux) är en fransk kriminalfilm från 1984 i regi av Claude Zidi.

## Utmärkelser
Filmen vann Césarpriset för bästa film 1985.

## Roller (urval)
- Philippe Noiret – René
- Thierry Lhermitte – François
- Régine – Simone
- Grace De Capitani – Natasha
- Julien Guiomar – kommissarie Bloret
- Claude Brosset – inspektör Vidal
- Albert Simono – inspektör Leblanc
- Pierre Frag – Pierre
- Jacques Santi – IGS inspektör
- Olivier Granier – IGS inspektör
- Jean-Claude Bouillaud – vaktkonstapeln
- François Cadet – portiern
- Jacques Ciron – källarmästaren
- Jacques Frantz – Franck
- Guy Kerner – tribunalpresidenten
- Jean Lanier – prefekten
- Jean Cherlian – vaktchefen
- Henri Atal – skrothandlaren